# Roosevelt (Minnesota)
Roosevelt es una ciudad ubicada en el condado de Roseau en el estado estadounidense de Minnesota. En el Censo de 2010 tenía una población de 151 habitantes y una densidad poblacional de 56,01 personas por km².

## Geografía
Roosevelt se encuentra ubicada en las coordenadas 48°48′24″N 95°6′2″O / 48.80667, -95.10056. Según la Oficina del Censo de los Estados Unidos, Roosevelt tiene una superficie de 2,7 km², cuya totalidad corresponde a tierra firme.

## Demografía
Según el censo de 2010, había 151 personas residiendo en Roosevelt. La densidad de población era de 56,01 hab./km². De los 151 habitantes, Roosevelt estaba compuesto por el 97,35% blancos, el 1,99% eran amerindios y el 0,66% pertenecían a dos o más razas. Del total de la población el 1,32% eran hispanos o latinos de cualquier raza.